# ゲオルク2世 (ポメラニア公)
ゲオルク2世（ドイツ語：Georg II., 1493年4月11日 - 1531年5月9/10日）またはイェジ2世（ポーランド語：Jerzy II）は、ポメラニア＝リューゲンヴァルデ公（在位：1606年 - 1617年、ボギスラフ14世と共治）、1615年からはブコヴォ公領を単独で統治した。ポメラニア公ボギスラフ13世の息子。

## 生涯
ゲオルク2世は、ポメラニア公ボギスラフ13世とその最初の妃クララ・フォン・ブラウンシュヴァイク＝リューネブルクの第7子、四男として生まれた。1606年、父の死後、兄のボギスラフ14世とともにリューゲンヴァルデ公領を継承した。公領の分割後、ゲオルク2世はブコウォに居を構え、死ぬまでブコウォと関わりを持ちつづけた。
5月か6月に継承する前に、ゲオルク2世は叔父の一人、リューゲンヴァルデ公およびビトゥフ公カジミール6世の遺骨をリューゲンヴァルデの海辺の夏の離宮ノイハウゼンからシュチェチンまで移送する任務を監督した。ゲオルク2世は旅行を好み、ポーランド、イタリア、スペイン、オランダ、イングランドを訪問した。1610年よりブコヴォのシトー会の領地を管理した。ゲオルク2世は未婚のまま、1617年3月27日にブコヴォにおいて35歳で突然死し、1617年5月26日にシュチェチンの聖オットー教会に埋葬された。ゲオルク2世の死後、兄ボギスラフ14世が公領を継承した。